# Guardium

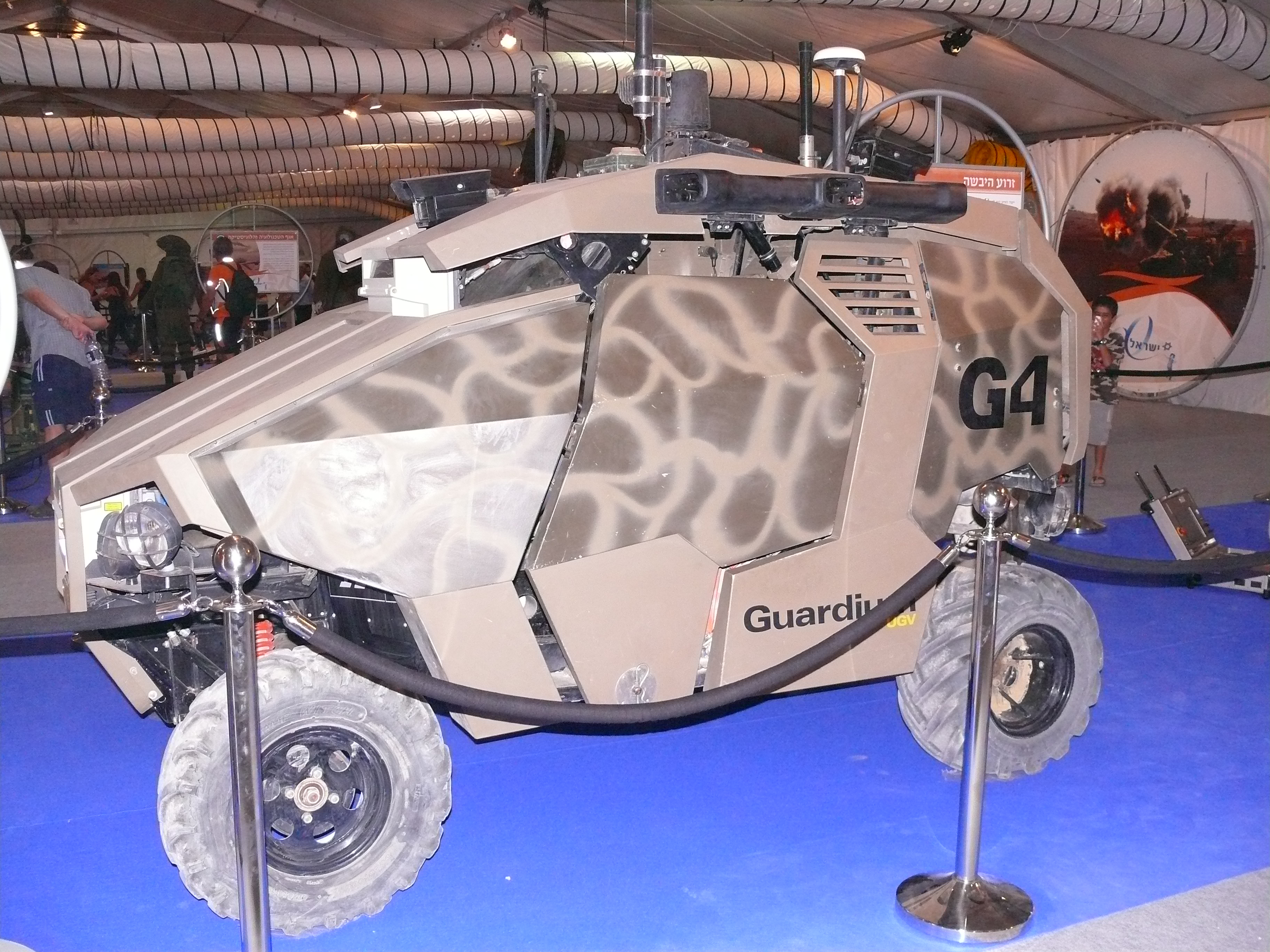
Ein Guardium-Fahrzeug

Guardium ist ein ferngesteuertes gepanzertes Fahrzeug der Israelischen Streitkräfte (IDF). Es gehört zu der Gruppe der Unmanned security vehicles (USV). Hersteller ist das israelische Konsortium G-NIUS aus Israel Aerospace Industries und Elbit Systems.
Das Fahrzeug wurde bereits seit 2008 durch die israelische Armee erprobt und kann auf Flughäfen, auf Straßen und im Gelände, beispielsweise an der Grenze zum Gazastreifen eingesetzt werden. Guardium hat eine Geschwindigkeit von bis zu 80 km/h und eine Nutzlast von bis zu 300 Kilogramm. Es kann mit Kameras und Audio-Kommunikation, aber auch mit Waffen ausgerüstet werden. Eine Weiterentwicklung stellt Avantguard dar, ein Unmanned Ground Combat Vehicle, also eine Art ferngesteuerter Panzer. Guardium hat inzwischen 60.000 Betriebsstunden.

## Geschichte
In Deutschland baute Borgward den Mini-Panzer Goliath zur Beförderung von Sprengstoff und setzte ihn ab 1942 ein. Auch Roboter zur Entschärfung von Bomben sind schon länger im Einsatz.
Südkorea setzte 2006 den von Samsung hergestellten SGR-1 im Irak ein. US-Drohnen spielten im Afghanistankonflikt eine wichtige Rolle.